# Edin Nuredinoski
Edin Nuredinoski (cyr. Един Нурединоски; ur. 21 kwietnia 1982 w Skopju) – macedoński piłkarz grający na pozycji bramkarza. Od 2017 roku zawodnik cypryjskiego Arisu Limassol.